# Brunneocorticium
Brunneocorticium — рід грибів. Назва вперше опублікована 2007 року.

## Класифікація
До роду Brunneocorticium відносять 3 види:
- Brunneocorticium bisporum
- Brunneocorticium corynecarpon
- Brunneocorticium pyriforme